# Iñaki de Miguel
Ignacio de Miguel Villa, detto Iñaki (Madrid, 24 ottobre 1973), è un ex cestista spagnolo.

## Carriera
Con la Spagna ha disputato i Giochi olimpici di Sydney 2000, i Campionati mondiali del 1998 e due edizioni dei Campionati europei (1999, 2005).

## Palmarès
- Coppa di Grecia: 1

Olympiacos: 2001-02